# Sabí de Spoleto
Sabí de Spoleto (mort ca. 300) va ser un bisbe de l'església cristiana que va resistir les persecucions de Dioclecià i va ser martiritzat. És venerat com a sant per diverses confessions cristianes.
Segons la llegenda, Venustià, governador d'Etrúria i Úmbria, va tenir Sabí i els seus diaques arrestats a Assís. Dioclecià va ordenar els cristians que fessin sacrificis als déus sota amenaça de mort,a més de confiscar-ne les propietats. Venustià es va burlar de la fe de Sabí, acusant-lo de portar el poble a l'adoració d'un home mort. Quan Sabí va dir que Crist havia ressuscitat el tercer dia, Venustià el va convidar per fer la mateixa cosa. Va tallar les mans a Sabí i els seus diaques es van atemorir, però el bisbe els va animar a mantenir la seva fe. Finalment van morir després d'haver estat esquinçat amb ganxos de ferro.
A la presó, després del martiri dels seus diaques, Sabí va ser atès per una dona anomenada Serena. També mentre era a la presó, va guarir un home cec i quan ho va saber Venustià li va demanar que el guarís a ell mateix: Sabí el va guarir i el governador es va convertir al cristianisme. Venustià llavors va protegir Sabí, però quan va assabentar-se'n Maximià, va ordenar el tribú Luci que s'encarregués de l'assumpte. Luci va decapitar a Assís la dona i els dos fills de Sabí i el va obligar a batre's a mort a Spoleto.
La festivitat de l'església catòlica de Sabí és el 7 desembre.
Apareix representat a la Maestà de Duccio.
El martirologi romà llista sis sants anomenats Sabí i tres d'ells eren bisbes. Els altres dos són Sabí de Canossa (mort 566, festivitat el 9 febrer) i Sabí de Piacenza (mort a finals segle iv, festivitat l'11 de desembre).